# علم الجليد
علم الجليد (بالإنجليزية: Glaciology) هو العلم الذي يهتم بدراسة الأنهار والكتل الجليدية أو الجليد بشكل عام والظواهر الطبيعية التي تتحكم به.
وعلم الجليد هو فرع متخصص من علوم الأرض ويجمع بين الجيوفيزياء ،علم الأرض، الجغرافيا الفيزيائية، علم شكل الأرض، علم المناخ، علم الطقس، علم المياه، الأحياء والبيئة. أما تأثير الأنهار الجليدية على البشر فيشمل مجالات الجغرافيا البشرية وعلم الإنسان. إن اكتشافات الماء المتجمد على القمر والمريخ وقمر أوروبا أضافت مجالا جديدا لهذا العلم.

## الأسماء
ومن أسمائه أيضًا: علم المجالد وعلم المثالج وعلم الثلاجات أو الجليديات.

## نظرة عامة
يشمل علم الجليد دراسة التاريخ الجليدي وتكون الجليد في الماضى وهو مجال مهم في الدراسات والأبحاث القطبية، ويعرف النهر الجليدي بأنه كتل كبيرة من الجليد المتشكلة من تساقط الثلوج وتراكمت على مر السنين وتتحرك ببطء شديد إما متساقطة من أعالي الجبال أو تتحرك مبتعدة عن مراكز التراكم كما في الأنهار الجليدية القارية.
هناك نوعان أساسيان من الجليد يصنفهما علماء الجليد: الجليد الألبي (البيني)، الذي يضم الأنهار الجليدية وكتل الجليد المحكومة ضمن الأودية، والجليد القاري، وهو التراكمات غير المحكومة التي كانت تغطي القارات الشمالية.
بالإضافة إلى ذلك، تتضمن الدراسات الحديثة في علم الجليد البحث في البحيرات تحت الجليدية، وهي تجمعات مائية سائلة مخفية تحت طبقات الجليد الضخمة، والتي تلعب دورًا مهمًا في ديناميكية الصفائح الجليدية وبيئات الحياة المتطرفة.

## نطاقاتالأنهار الجليدية
1. التراكمات حيث يكون تشكل الجليد أسرع من زواله.
2. الفقد أو الذوبان حيث يكون مجموع التبخر والذوبان (التسامي) أكبر من كمية الثلج المضافة في كل عام.

## وصلات خارجية
- International Glaciological Society (IGS)
- International Association of Cryospheric Sciences (IACS)
- Snow, Ice, and Permafrost Group, University of Alaska Fairbanks
- Arctic and Alpine Research Group, University of Alberta
- Glaciers online
- World Data Centre for Glaciology, Cambridge, UK